# Bramfeld
Bramfeld, Hamburg-Bramfeld – dzielnica miasta Hamburg w Niemczech, w okręgu administracyjnym Wandsbek.  
1 kwietnia 1938 na mocy ustawy o Wielkim Hamburgu włączony w granice miasta.
W dzielnicy grupa muzyczna Scooter posiada studio nagrań.